# Ulf Timmermann
Ulf Timmermann (Berlino Est, 1º novembre 1962) è un ex pesista tedesco, vincitore del titolo olimpico nel 1988, due titoli mondiali indoor nel 1987 e nel 1989, un titolo europeo nel 1990 e due titoli europei indoor (1987, 1989).
Ha un primato personale di 23,06 nel getto del peso che è ancora il record europeo di specialità, questo risultato lo colloca anche al quarto posto nelle graduatorie mondiali di tutti i tempi. Finita la carriera sportiva ha completato la formazione come consulente fiscale, e ora pratica l'attività come libero professionista, è divorziato ed ha due figli.

## Biografia
Allenato dal tecnico Werner Goldmann, negli anni ottanta è stato uno dei migliori pesisti al mondo. Solo l'americano Randy Barnes è riuscito a lanciare il suo peso oltre il suo personale. Timmermann nel corso della sua carriera ha anche superato più volte il record del mondo.

### Gli inizi (1980-1982)
Sin dal 1981 inizia ad avere buoni risultati a livello nazionale e internazionale nella disciplina del getto del peso. Proprio in quell'anno partecipa ai campionati europei juniores di Utrecht dove vince l'argento nel getto del peso con la misura di 18,45 metri. Nel lancio del disco invece conclude solo nono. Da lì a poco decise di specializzarsi definitivamente del getto del peso abbandonando la disciplina del disco.

### L'affermazione internazionale (1983-1986)
Nel 1983, all'età di soli 20 anni, riesce a conquistare l'argento ai campionati del mondo di Helsinki. L'anno successivo, a causa del boicottaggio del blocco orientale, dovette rinunciare ai Giochi olimpici di Los Angeles.
Nel 1985 vince l'argento agli europei indoor di Atene dietro al cecoslovacco Remigius Machura. Il 20 settembre dello stesso anno, a Berlino, sigla il record mondiale della specialità con la misura di 22,62 metri. Ai Campionati europei di Stoccarda 1986 conclude secondo con la misura di 21,84 metri dietro solo allo svizzero Werner Günthör.

### I successi (1987-1990)

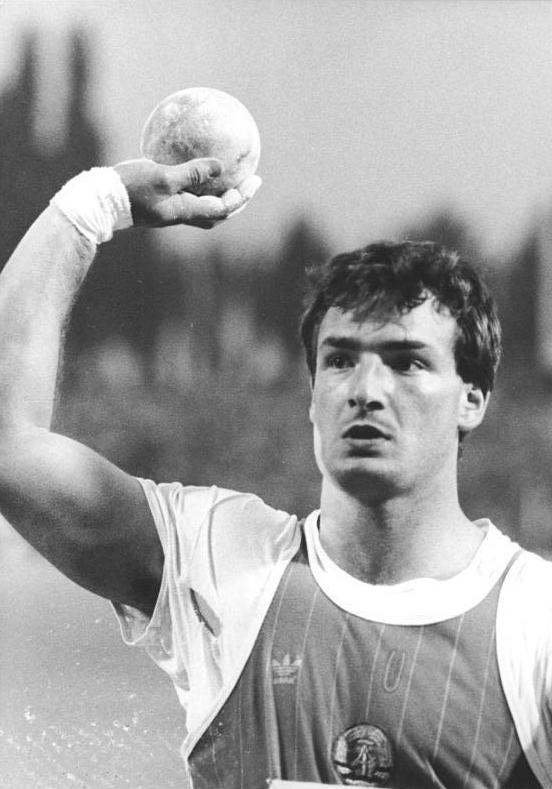
Ulf Timmermann il 22 maggio del 1988, durante la gara a La Canea dove riuscì a siglare il record del mondo a 23,06 metri.

Nel 1987 vince il titolo mondiale indoor ad Indianapolis con la misura di 22,24 m, record dei campionati, dopo aver vinto il titolo europeo indoor a Liévin solo due settimane prima. Durante la stagione all'aperto partecipa ai Campionati del mondo di Roma dove però, anche se supera nettamente i 21 metri, conclude solo quinto.
Il 22 maggio del 1988, durante una gara a La Canea in Grecia, riuscì a gettare il suo peso fino alla misura di 23,06, togliendo il record mondiale all'italiano Alessandro Andrei e diventando il primo uomo in grado di lanciare oltre ai 23 metri.
Passarono solo pochi mesi e partecipò alle Olimpiadi di Seul come grande favorito. Alla cerimonia d'apertura della manifestazione è stato anche portabandiera della Repubblica Democratica Tedesca. Giunto in pedana ha dato vita, insieme allo statunitense Randy Barnes, allo svizzero Werner Günthör e al connazionale Udo Beyer, ad un'avvincente gara ad altissimo livello dove venne superato per varie volte anche il record olimpico. Alla fine riuscì a vincere il titolo proprio Timmermann che, con un ultimo lancio a 22,47 m, andò a superare la prestazione di Barnes.
Nel 1989, dopo aver siglato il record europeo indoor l'11 febbraio a Senftenberg, vincerà ancora il titolo mondiale ed europeo al coperto rispettivamente a Budapest e L'Aia. Il suo ultimo grande successo lo ottenne nel 1990, agli europei di Spalato dove con un lancio a 21,31 metri riuscì a battere il giovane connazionale Oliver-Sven Buder che da lì a poco, dopo il suo ritiro, prenderà il suo posto in nazionale.

### Il declino e il ritiro (1991-1992)
Caduto il blocco orientale iniziarono ad uscire varie indiscrezioni e iniziarono ad infittirsi sempre più ombre riguardanti il suo possibile uso di sostanze dopanti. Con l'aumento dei controlli antidoping le sue prestazioni ebbero un fortissimo calo e, nel 1991, dovette abdicare anche a livello nazionale lasciando il primo titolo tedesco, dopo la riunificazione, a Buder. Lo stesso anno la federazione tedesca decise di non portarlo ai Campionati del mondo di Tokyo.
L'anno successivo sarà per lui anche l'ultimo dove poté vestire i colori della nazionale tedesca. Dopo una stagione dove riuscì a tornare vicino ai 21 metri partecipò alle Olimpiadi di Barcellona, dove però concluse solo quinto con un lancio a 20,49 metri.

## Accuse doping

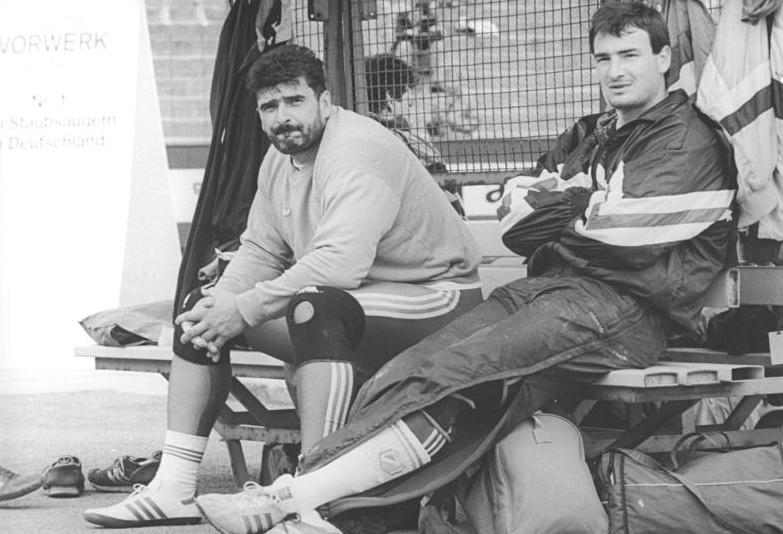
Ulf Timmermann insieme a Udo Beyer nel 1990, connazionale anch'esso investito dallo scandalo doping.

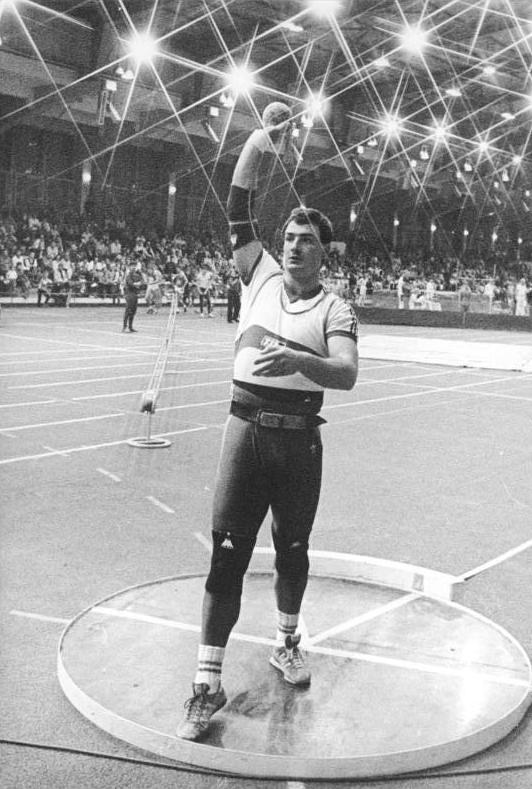
Ulf Timmermann l'11 febbraio del 1989 a Senftenberg durante i Campionati nazionali indoor della DDR quando siglò il record europeo indoor a 22,55 metri.

Nel 1991, molti atleti sono stati trovati positivi a test antidoping come ad esempio Brigitte Berendonk e Werner Franke e i ricercatori della Militärmedizinische Akademie Bad Saarow iniziarono a fare molti studi sul doping. Sulla base di queste ricerche si è arrivati a pensare che moltissimi atleti della Repubblica Democratica Tedesca per migliorare le proprie prestazioni abbiano fatto uso di doping, compreso Timmermann.
I dati hanno rilevato che Timmermann tra il 1981 e il 1984 aveva dosi molto alte di testosterone. Poco dopo vennero scoperti dei documenti che andavano a certificare che per vari anni gli vennero somministrate dosi di Oral-Turinabol, uno steroide anabolizzante. L'atleta tedesco ha comunque sempre negato l'assunzione di anabolizzanti.

## Progressione

### Getto del peso outdoor
| Stagione | Risultato | Luogo          | Data      | Rank. Mond. |
| -------- | --------- | -------------- | --------- | ----------- |
| 1992     | 21,05 m   | Atene          | 17-5-1992 | 6º          |
| 1991     | 20,27 m   | Berlino        | 23-6-1991 | 14º         |
| 1990     | 21,64 m   | La Canea       | 2-6-1990  | 2º          |
| 1989     | 22,19 m   | Berlino        | 30-8-1989 | 1º          |
| 1988     | 23,06 m   | La Canea       | 22-5-1988 | 1º          |
| 1987     | 22,01 m   | Praga          | 27-6-1987 | 5º          |
| 1986     | 22,60 m   | Tallinn        | 21-6-1986 | 2º          |
| 1985     | 22,62 m   | Berlino        | 22-9-1985 | 1º          |
| 1984     | 21,75 m   | Potsdam        | 21-7-1984 | 6º          |
| 1983     | 21,36 m   | Neubrandenburg | 22-5-1983 | 8º          |
| 1981     | 19,00 m   | Cottbus        | 30-5-1981 | 25º         |

### Getto del peso indoor
| Stagione | Risultato | Luogo        | Data      | Rank. Mond. |
| -------- | --------- | ------------ | --------- | ----------- |
| 1990     | 20,81 m   | Senftenberg  | 11-2-1990 | 6º          |
| 1989     | 22,55 m   | Senftenberg  | 11-2-1989 | 2º          |
| 1988     | 21,20 m   | Senftenberg  | 14-2-1988 | -           |
| 1987     | 22,24 m   | Indianapolis | 7-3-1987  | 2º          |
| 1986     | 21,00 m   | Senftenberg  | 16-2-1986 | -           |
| 1985     | 22,15 m   | Senftenberg  | 16-2-1985 | 1º          |
| 1983     | 19,76 m   | Senftenberg  | 13-2-1983 | -           |

## Palmarès
| Anno | Manifestazione   | Sede         | Evento           | Risultato | Misura  | Note                  |
| ---- | ---------------- | ------------ | ---------------- | --------- | ------- | --------------------- |
| 1981 | Europei juniores | Utrecht      | Getto del peso   | Argento   | 18,45 m |                       |
| 1981 | Europei juniores | Utrecht      | Lancio del disco | 9º        | 51,16 m |                       |
| 1983 | Mondiali         | Helsinki     | Getto del peso   | Argento   | 21,13 m |                       |
| 1985 | Europei indoor   | Atene        | Getto del peso   | Argento   | 21,44 m |                       |
| 1986 | Europei          | Stoccarda    | Getto del peso   | Argento   | 21,84 m |                       |
| 1987 | Europei indoor   | Liévin       | Getto del peso   | Oro       | 22,19 m | Record dei campionati |
| 1987 | Mondiali indoor  | Indianapolis | Getto del peso   | Oro       | 22,24 m | Record dei campionati |
| 1987 | Mondiali         | Roma         | Getto del peso   | 5º        | 21,35 m |                       |
| 1988 | Olimpiadi        | Seul         | Getto del peso   | Oro       | 22,47 m | Record olimpico       |
| 1989 | Mondiali indoor  | Budapest     | Getto del peso   | Oro       | 21,75 m |                       |
| 1989 | Europei indoor   | L'Aia        | Getto del peso   | Oro       | 21,68 m |                       |
| 1990 | Europei indoor   | Glasgow      | Getto del peso   | Argento   | 20,43 m |                       |
| 1990 | Europei          | Spalato      | Getto del peso   | Oro       | 21,32 m |                       |
| 1992 | Olimpiadi        | Barcellona   | Getto del peso   | 5º        | 20,49 m |                       |

## Campionati nazionali

### Repubblica Democratica Tedesca
- 3 volte campione nazionale nel getto del peso (1988/1990)[5]
- 7 volte nel getto del peso indoor (1983, 1985/1990)[6]

### Germania
- 1 volta campione nazionale nel getto del peso (1992)[7]

## Altre competizioni internazionali
1983
- Coppa Europa di atletica leggera ( Londra)
- Argento in Coppa Europa ( Londra), getto del peso - 20,39 m

1985
- Oro in Coppa del mondo di atletica leggera ( Canberra), getto del peso - 22,00 m

1987
- Oro in Coppa Europa ( Praga), getto del peso - 22,01 m

1989
- Oro in Coppa Europa ( Gateshead), getto del peso - 21,72 m
- Oro in Coppa del mondo di atletica leggera ( Barcellona), getto del peso - 21,68 m

1991
- Oro in Coppa Europa ( Francoforte sul Meno), getto del peso - 20,26 m